# Dorpsstraat 19 (Ouderkerk aan den IJssel)
Het monumentale pand aan de Dorpsstraat 19 in de plaats Ouderkerk aan den IJssel, in de Nederlandse provincie Zuid-Holland, is gebouwd naast het vroegere ambachtshuis.

## Geschiedenis
Het pand aan de Dorpsstraat 19 is, evenals het buurpand op nummer 17, gebouwd op het zogenaamde kerkeweer, dat in het bezit is geweest van de kerk van Ouderkerk. De oudste bebouwing van de dorpskern Ouderkerk ontwikkelde zich rond dit gebied. Al in 1494 is er sprake van een huis op deze plaats. In 1643 werd er een erf van deze woning afgesplitst. In 1646 werd het huis in twee delen gesplitst. Deze splitsing werd in 1881 weer ongedaan gemaakt. De twee afzonderlijke delen van het pand zijn goed herkenbaar. In het huidige pand zijn nog restanten te vinden van de bebouwing uit de 17e eeuw. In de 19e eeuw was er een bakkerij in het pand gevestigd. Daaraan dankt het pand de naam "d' Ouwe Backerij". Aanvankelijk bevond de bakkerij zich in het rechterdeel. Na de Tweede Wereldoorlog werd de bakkerij verplaatst naar het linkerdeel en werd het rechterdeel gebruikt als woonhuis. In 2000 werd het pand gerestaureerd en daarna, vanaf 2004, verhuurd aan de historische vereniging "Ouderkerck op d'IJssel" en de stichting "Senioren Convent Ouderkerk".
Het rechterdeel van Dorpsstraat 19 heeft een puntgevel, met in de gevelpunt een sieranker. Dit anker dateert waarschijnlijk uit het midden van de 16e eeuw en behoort tot de oudste muurankers in Krimpenerwaard. Links van de ingang is een negenruitsvenster. Ook verdieping heeft een negenruitsvenster. Het linker deel van het pand heeft een gepleisterde voorgevel met naast de ingang een dubbel venster met elk zes ruiten. In de top van de gevel van dit deel van het pand bevindt zich een twaalfruitsvenster. In 1973 werd het pand erkend als rijksmonument.

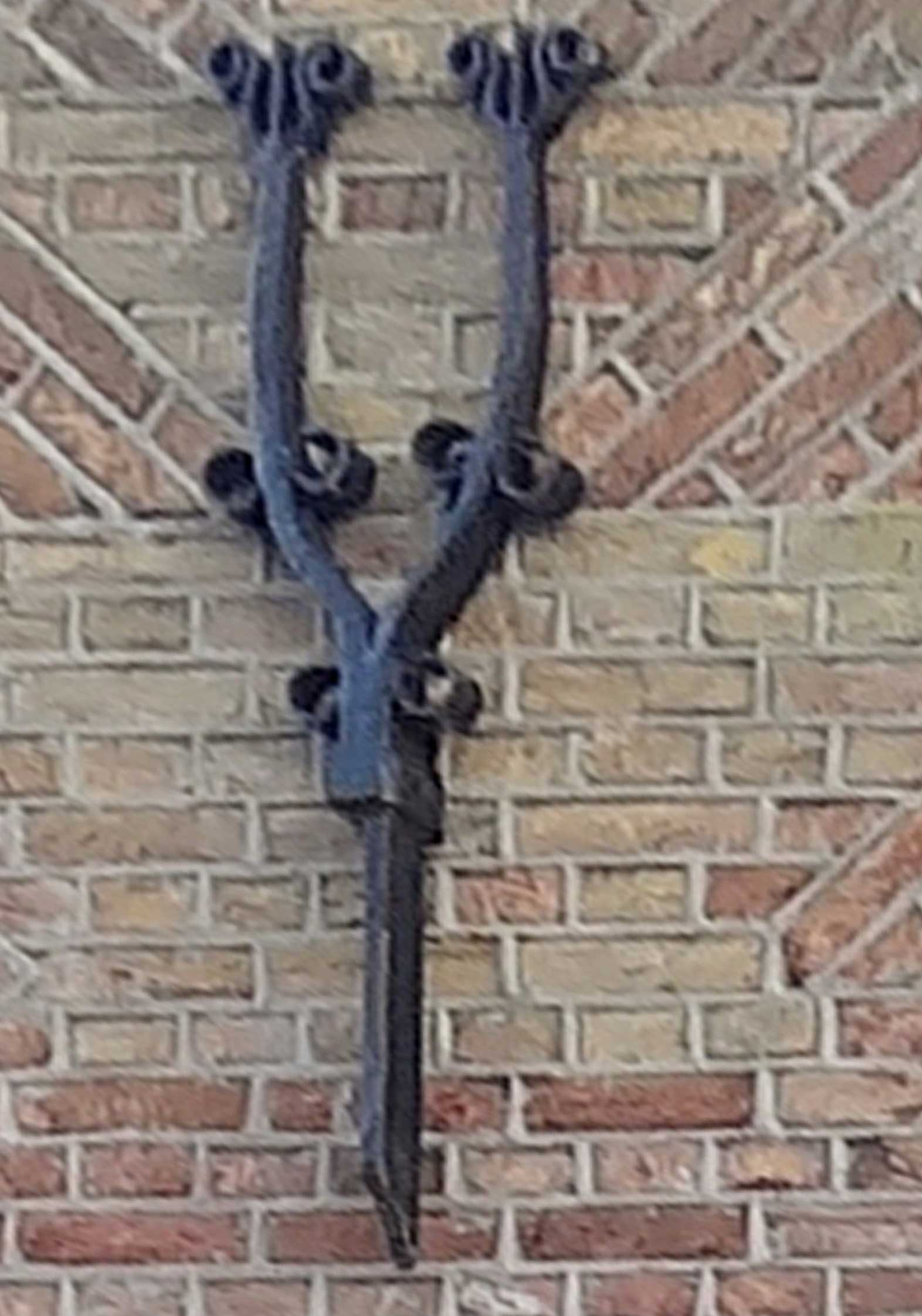
Het sieranker, dat waarschijnlijk uit het midden van de 16e eeuw dateert